# Кряж Чекановського
Кряж Чекановського — гірський кряж у Якутії, розташований на лівобережжі нижньої течії річки Лена і обмежує із південного заходу її дельту.
Довжина кряжу становить 320 км. Середні висоти досягають 450-500 м (найбільша — 529 м). Долиною річки Оленьок кряж Чекановського відділений від кряжу Прончищева. Складений мезозойськими пісковиками, алевролитами і глинистими сланцями. Переважає лишайникова і кам'яниста тундра.
Кряж отримав свою назву на честь дослідника Сибіру Олександра Чекановського.